# Favolaschia holtermannii
Favolaschia holtermannii är en svampart som beskrevs av Henn. 1900. Favolaschia holtermannii ingår i släktet Favolaschia och familjen Mycenaceae.   Inga underarter finns listade i Catalogue of Life.